# Alvdal
Alvdal är en tätort i Norge, centralort i Alvdals kommun i Innlandet fylke. Orten ligger på 502 meter över havet och har 779 invånare (1 januari 2022). Den är en järnvägsstation på Rørosbanen. Här ligger Alvdals kyrka från 1861.

### Webbkällor
- ”Alvdal – tettstedet”. Store norske leksikon. https://snl.no/Alvdal_-_tettsted. Läst 25 april 2012.